# Karl Uhle
Karl Uhle (Lipsia, 16 luglio 1887 – Lipsia, 12 ottobre 1969) è stato un calciatore tedesco, di ruolo attaccante.

## Palmarès

### Club

#### Competizioni nazionali
- Campionato tedesco: 1

VfB Lipsia: 1905-1906